# Mattias Gustafsson
Mattias Oskar Gustafsson (Åkersberga, Österåker, Estocolmo, 11 de julho de 1978) é um jogador sueco de handebol que atualmente joga pelo FCK Håndbold. Possui 1,93 m e 104 kg.«Perfil de Mattias Gustafsson» (em inglês). arquivado do sítio Sports-Reference.com
Ele participou da Seleção Sueca, que conquistou a medalha de prata nos Londres 2012.